# Largo da Carioca
El Largo do Carioca es un espacio público ubicado en el centro de la ciudad de Río de Janeiro. Brasil. Es un espacio amplio con circulación intensa de trabajadores, pobladores y vendedores ambulantes con los más diversos servicios y productos. Es considerado como el "corazón" del centro de la ciudad.

## Historia
En los primeros tiempos de la ciudad, en el siglo XVI, en la actual ubicación de la plaza existía una laguna llamada "de Santo Antonio" que se encontraba alejada del núcleo original de la ciudad en el Morro do Castelo. En esta laguna se instaló Felipe Fernandes quien puso una curtiduría. En 1592 los padres Franciscanos construyeron una ermita y, en junio de 1608, iniciaron la construcción del Convento de Santo Antonio que se inauguró, junto con una inglesia, en 1615. Para drenar la laguna, los franciscanos abrieron una zanja cuyo trazado dio origen a la "rúa da Vala" (actual rúa Uruguaiana).
En 1718, bajo el gobierno de Antônio de Brito Freire de Menezes (1717-1719), se iniciaron las obras de instalación de tuberías de agua a través de la antigua rúa dos Barbonos (actual rúa Evaristo da Veiga) para traer las aguas del río Carioca a la ciudad. Bajo el gobierno de Aires de Saldanha (1719-1725), en 1720 las tuberías llegaron hasta el Campo da Ajuda (actual Cinelândia), entonces todavía en las afueras de la ciudad. Este gobernador, alterando el proyecto original, defendió la ventaja de prolongar la obra hasta el Campo de Santo Antônio (actual Largo da Carioca), optando por los llamados Arcos Velhos - acueducto que unía el Morro do Desterro (actual Morro de Santa Teresa) al Morro de Santo Antônio, inspirado en el Aqueduto das Águas Livres, que entonces se construía en Lisboa. La obra se concluyó en 1723 llevando el agua a la llamada "Fonte da Carioca", fuente también construida ese año, que la distribuía a la población en el Campo de Santo Antônio y que, con el tiempo, dio nombre a la plaza.
Ya en 1727 hubo quejas por falta de agua, atribuidas a la acción de quilombos que, según las autoridades, rompían las tuberías. En 1744, el gobernador y capitán general de la capitanía de Río de Janeiro Gomes Freire de Andrade (1733-1763) ordenó la reconstrucción del Acueducto Carioca con piedras del país. Con proyecto atribuido al brigadier José Fernandes Pinto Alpoim, recibió su forma actual, en arcos de piedra y cal. La Real Cédula de 2 de mayo de 1747 determinó que el agua fuera cubierta por una bóveda de ladrillo para evitar desvíos malintencionados.

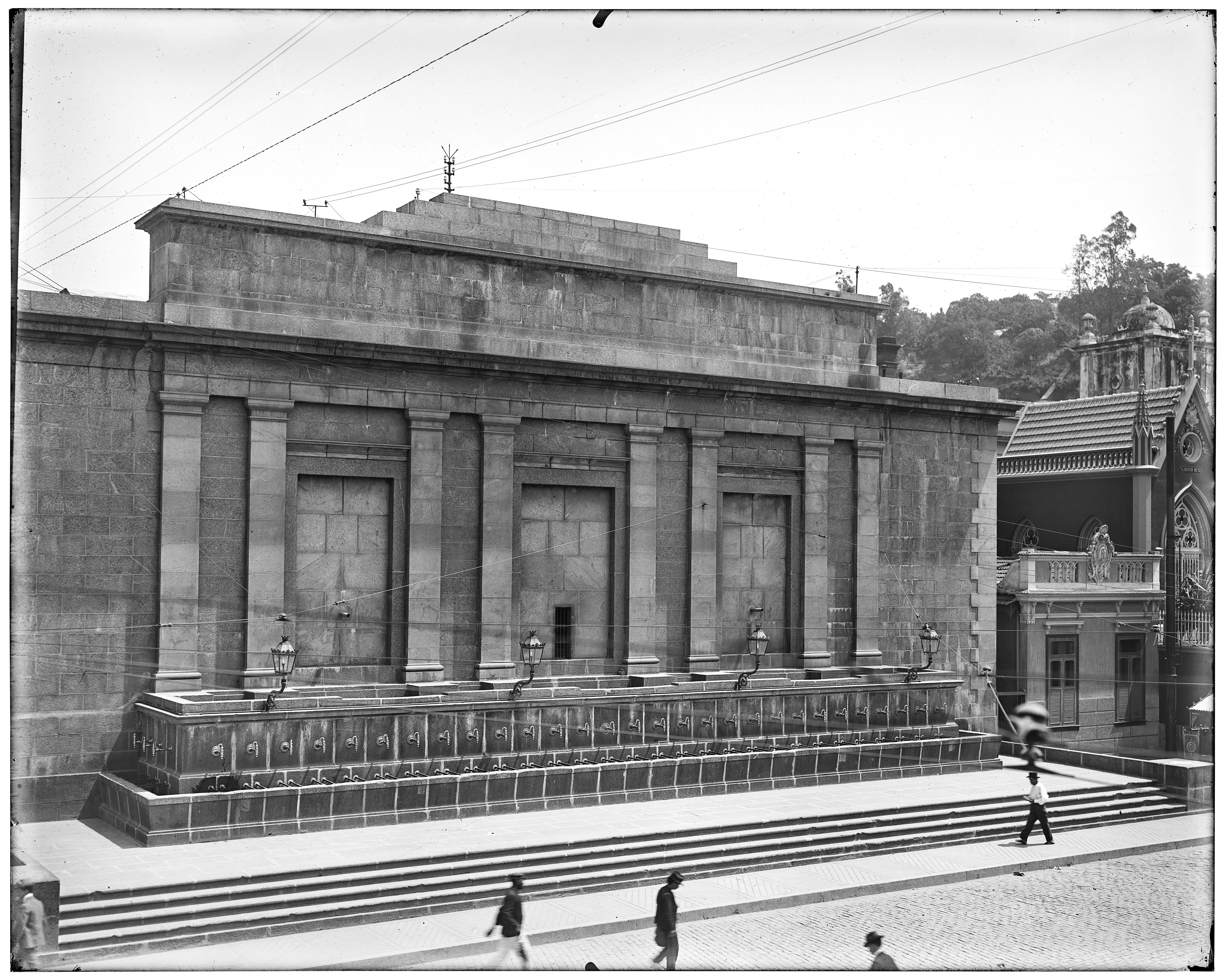
Fuente del Largo da Carioca con 35 grifos, entre 1895 y 1905.

Inaugurada en 1750, el agua brotaba en una fuente de mármol, a través de dieciséis caños de bronce, en el Campo de Santo Antônio, dentro de los límites de la ciudad. Más tarde, esta agua se extendió por la rúa do Cano (actual rúa Sete de Setembro) hasta el Largo do Paço (actual plaza Quince de Noviembre), donde los barcos acudían a repostar.
En el Campo de Santo Antônio, el gobernador Gomes Freire de Andrade erigió también un puesto de policía militar para contener los frecuentes conflictos entre los esclavos que llevaban agua a la fuente, que pasó a ser conocido por la población como la Guarda Velha.

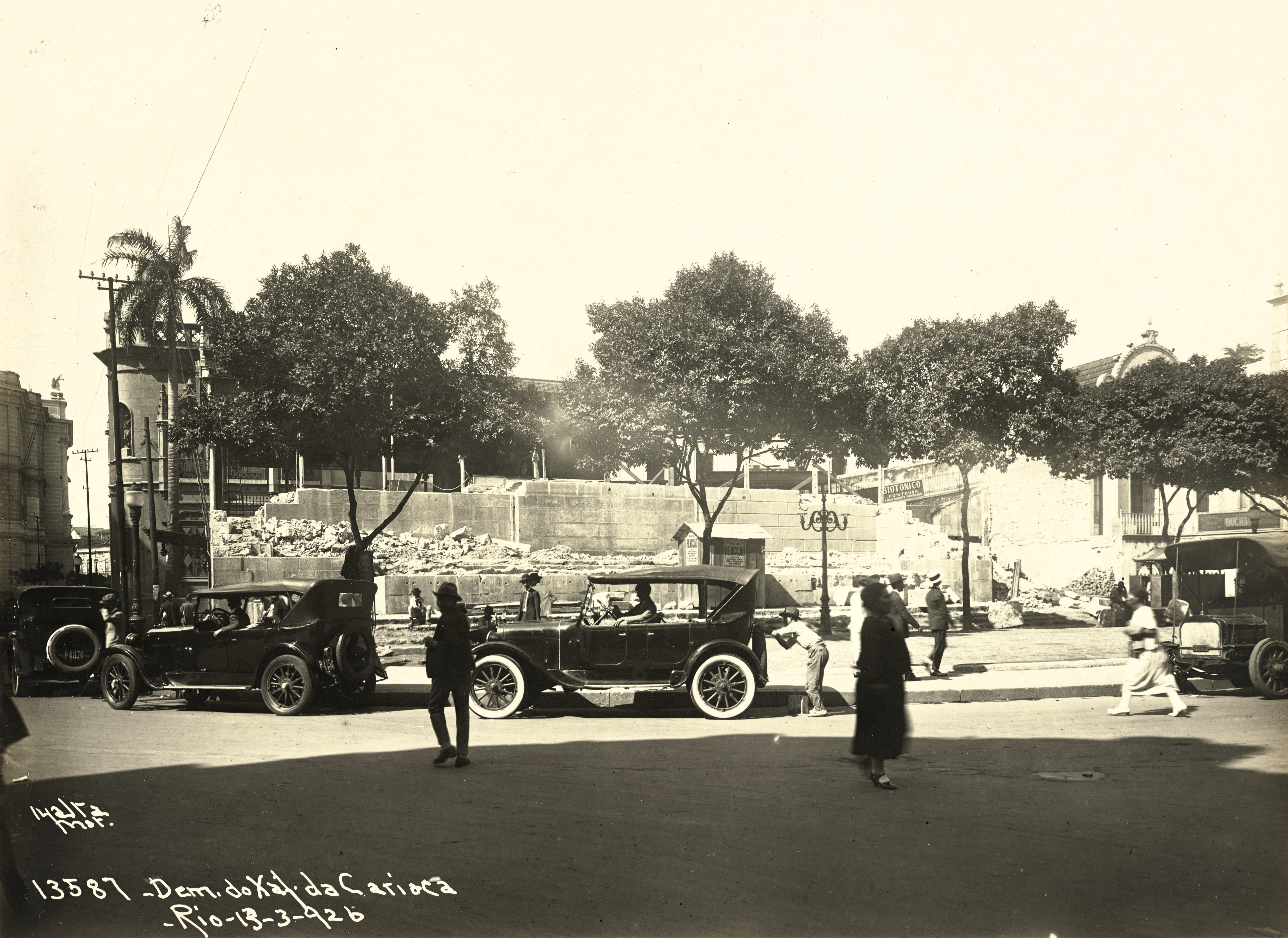
Demolición de la fuente carioca en 1926

El 7 de abril de 1834 comenzó a funcionar en el mismo lugar una nueva fuente, proyectada por el arquitecto Grandjean de Montigny y su discípulo Joaquim Cândido Guilhobel. Con 35 grifos, la fuente abastecía de agua a la población y disponía de un depósito para lavar y dar de beber a los animales. Con el pretexto de mejorar el tráfico, Alaor Prata ordenó el ensanche del Largo da Carioca y la consiguiente demolición de la fuente, que tuvo lugar entre 1925 y 1926.
En la década de 1950, parte del Morro de Santo Antônio fue demolido para construir el parque Eduardo Gomes, pero se conservó la parte donde se encuentran el convento y las iglesias. Con la demolición, se abrieron las avenidas República do Chile y República de Paraguay.
En la década de 1970 se hicieron grandes cambios en esta zona, cuando se demolieron casi todos los edificios antiguos de la plaza. Debajo de la plaza se encuentra hoy una de las mayores estaciones de metro de la ciudad.